# Estación de María de Huerva
María de Huerva es una estación ferroviaria situada en el municipio español homónimo en la provincia de Zaragoza, comunidad autónoma de Aragón. Cuenta con servicios de Media Distancia operados por Renfe. 

## Situación ferroviaria
Está situada en el pk 103 de la línea 610 de la red ferroviaria española que une Zaragoza con Sagunto por Teruel. El kilometraje se corresponde con el histórico trazado entre Zaragoza y Caminreal, tomando esta última como punto de partida.
El tramo es de vía única y está sin electrificar. Se encuentra a 343 metros de altitud.

## La estación
La estación fue renovada completamente y reabierta al tráfico el 10 de octubre de 2007, aunque respetando el edificio de viajeros original. Este edificio tiene semejanzas con el de Cariñena. Cuenta también con un refugio en el andén de la vía lateral. Los cambios de andén son bajo las vías, por rampa o escalera. Toda la iluminación fue también renovada.
Al sur del trazado se hallaba el ramal que atendía a una industria cercana, hoy desmantelado. Dispone de dos vías. La principal (vía 1) y la derivada (vía 3). Esta última vía dispone de extensiones que acaban en topera.
El conjunto se halla prácticamente en el centro de la población.

## Historia
La estación fue puesta en servicio el 2 de abril de 1933 con la apertura de la línea Caminreal-Zaragoza. Las obras corrieron a cargo de la Compañía del Ferrocarril Central de Aragón que con esta construcción dotaba de un ramal a su línea principal entre Calatayud y el Mediterráneo que vía Zaragoza podía enlazar con el ferrocarril a Canfranc de forma directa. En 1941, con la nacionalización de la totalidad de la red ferroviaria española la estación pasó a ser gestionada por RENFE.
Desde el 31 de diciembre de 2004 Renfe Operadora explota la línea mientras que Adif es la titular de las instalaciones ferroviarias.
El 10 de octubre de 2007 se reabrió tras un proceso de reforma y adecuación.

## Servicios ferroviarios

### Media distancia
En esta estación efectúa parada el Regional, cubierto habitualmente con material de la serie 594 que une Zaragoza con Teruel, y viceversa.
| Línea MD | Trenes   | Origen/Destino      |  | Destino/Origen |
| -------- | -------- | ------------------- |  | -------------- |
| 49       | Regional | Zaragoza-Miraflores |  | Teruel         |